# Summer Special
Summer Special je osmé sólové studiové album velšského hudebníka Eurose Childse. Vydalo jej v srpnu roku 2012 hudební vydavatelství National Elf Records. Autorkou fotografie na obalu alba je Kirsten McTernan. Na albu hrála mimo jiné Childsova sestra Megan, s níž dříve působil v kapele Gorky's Zygotic Mynci. Album bylo nominováno na Welsh Music Prize, ale nezískalo jí.

## Seznam skladeb
Autorem všech skladeb je Euros Childs.
1. Be Be High
2. That's Better
3. I'm Seeing Her Tonight
4. Headphone Mona
5. Clap a Chan
6. Roogie Boogie
7. Around and Around
8. Painting Pictures of Summer
9. These Dreams of You
10. That Good Old Fashioned Feeling
11. Skipping and Dancing
12. Good Feeling

## Obsazení
- Euros Childs – zpěv, klavír
- Stuart Kidd – bicí, doprovodné vokály
- Meilyr Jones – baskytara
- Stephen Black – kytara
- Megan Childs – housle, doprovodné vokály